# It's Only Love (Simply Red)
It's Only Love is een nummer van de Britse band Simply Red. Het is de eerste single van hun derde studioalbum A New Flame uit 1989. Op 16 januari dat jaar werd het nummer op single uitgebracht.

## Achtergrond
De oorspronkelijke versie van het nummer, It's Only Love Doing It's Thing, is van Barry White en stamt uit 1978. White's versie had weinig succes en behaalde nergens hitlijsten. De coverversie van Simply Red uit 1989 was echter wel succesvol, en werd een bescheiden hit in Europa. In thuisland het Verenigd Koninkrijk behaalde de single de 13e positie in de UK Singles Chart. 
In Nederland was de plaat op vrijdag 3 februari 1989 Veronica Alarmschijf op Radio 3 en werd een radiohit in de destijds twee hitlijsten op de nationale publieke popzender. De plaat  bereikte de 9e positie in de Nederlandse Top 40 en de 10e positie in de Nationale Hitparade Top 100.
In België bereikte de plaat de 11e positie in de Vlaamse Radio 2 Top 30 en de 15e positie in de voorloper van de Vlaamse Ultratop 50. In Wallonië werd géén notering behaald.